# ماکوتو هاسبه
ماکوتو هاسبه (به انگلیسی: Makoto Hasebe) بازیکن بازنشسته فوتبال اهل ژاپن و عضو تیم ملی فوتبال ژاپن بود که در تاریخ ۱۰ فوریه ۲۰۰۶ میلادی اولین بازی ملی‌اش را انجام داد. او در ۱۱۴ بازی ملی حضور داشت. و ۲ گل به ثمر رساند.

## افتخارات
- بهترین بازیکن شاغل در لیگ‌های غیر آسیایی در سال ۲۰۱۸ [۲]

- قهرمان بوندس لیگا 09_2008 به همراه ولفسبورگ

- قهرمان جام ملت های آسیا 2011 به همراه تیم ملی فوتبال ژاپن

- قهرمان لیگ اروپا فصل 22_2021 به همراه باشگاه فوتبال آینتراخت فرانکفورت